# Дуфски водопад
Дуфският водопад (на македонска литературна норма: Дуфски водопад) се намира в северните склонове на планина Беласица в Северна Македония. Разположен е на 1020 m н.в. по поречието на река Ростушката река, приток на река Радика. В близост до водопада е село Ростуше. Височината на водния пад е около 28 m.